# 모토요시군

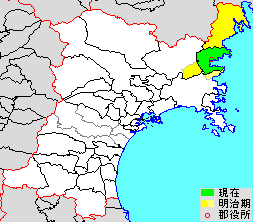
미야기현 모토요시군의 위치 (녹색:미나미산리쿠정 연노랑:후에 다른 군에 편입된 구역)

모토요시군(일본어: 本吉郡, もとよしぐん)은 일본 미야기현(무쓰국·리쿠젠국)의 군이다.
인구 11,199명, 면적 163.4km², 인구밀도 68.5명/km².(2025년 3월 1일, 추계인구)
이하 1정으로 구성된다.
- 미나미산리쿠정(南三陸町)

## 군역
1878년 행정 구역으로 발족 당시의 군역은, 위의 1정에 게센누마시 및 도메시의 일부, 이시노마키시의 일부를 더한 구역에 해당한다.

## 역사
- 1878년 10월 21일 - 군구정촌 편제법이 미야기현에서 시행되면서, 행정 구역으로서의 모토요시군이 발족.

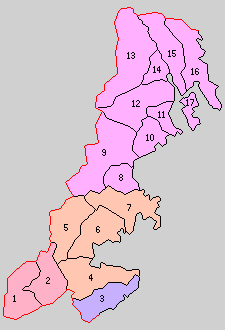
1.누사자키촌 2.요코야마촌 3.주산하마촌 4.도쿠라촌 5.이리야촌 6.모토요시촌 7.우타쓰촌 8.고이즈미촌 9.미타케촌 10.오야촌 11.하시카미촌 12.마쓰이와촌 13.니쓰키촌 14.게센누마정 15.시시오리촌 16.가라쿠와촌 17.오시마촌 (보라:이시노마키시 빨강:도메시 분홍:게센누마시 등색:미나미산리쿠정)

- 1889년 4월 1일 - 정촌제 시행으로, 아래의 정촌이 발족.(1정 16촌)
  - 누사자키촌(麻崎村), 요코야마촌(横山村): 현 도메시
  - 주산하마촌(十三浜村): 현 이시노마키시
  - 도쿠라촌(戸倉村), 이리야촌(入谷村), 모토요시촌(本吉村), 우타쓰촌(歌津村): 현 미나미산리쿠정
  - 고이즈미촌(小泉村), 미타케촌(御嶽村), 오야촌(大谷村), 하시카미촌(階上村), 마쓰이와촌(松岩村), 니쓰키촌(新月村), 게센누마정(気仙沼町), 시시오리촌(鹿折村), 가라쿠와촌(唐桑村), 오시마촌(大島村): 현 게센누마시
- 1895년 10월 31일 - 모토요시촌이 정제 시행과 개칭으로 시즈가와정(志津川町)이 됨.(2정 15촌)
- 1906년 11월 1일 - 누사자키촌이 정제 시행과 개칭으로 야나이즈정(柳津町)이 됨.(3정 14촌)
- 1941년 11월 3일 - 미타케촌이 정제 시행과 개칭으로 쓰야정(津谷町)이 됨.(4정 13촌)
- 1951년 4월 1일 - 시시오리촌이 정제 시행으로 시시오리정(鹿折町)이 됨.(5정 12촌)
- 1953년 6월 1일 - 게센누마정·시시오리정·마쓰이와촌이 합병하여, 게센누마시(気仙沼市)이 발족, 군에서 이탈.(3정 11촌)
- 1954년)11월 3일 - 야나이즈정·요코야마촌이 합병하여, 쓰야마정(津山町)이 발족.(3정 10촌)
- 1955년)
  - 2월 11일 - 가라쿠와촌이 정제 시행으로 가라쿠와정(唐桑町)이 됨.(4정 9촌)
  - 3월 1일 - 시즈가와정·도쿠라촌·이리야촌이 합병하여, 새로이 시즈가와정이 발족.(4정 7촌)
  - 3월 30일(4정 4촌)
    - 쓰야정·고이즈미촌·오야촌이 합병하여 모토요시정(本吉町)이 발족.
    - 주산하마촌이 모노군 하시우라촌과 합병하여 모노군 기타카미촌이 발족, 군에서 이탈.

  - 4월 1일 - 니쓰키촌·하시카미촌·오시마촌이 게센누마시에 편입.(4정 1촌)
- 1959년 4월 1일 - 우타쓰촌이 정제 시행으로 우타쓰정(歌津町)이 됨.(5정)
- 2005년
  - 4월 1일 - 쓰야마정이 도메군 이시코시정·도와정·도요사토정·도요마정·나카다정·하사마정·미나미카타정·요네야마정과 합병하여 도메시(登米市)가 발족, 군에서 이탈.(4정)
  - 10월 1일 - 시즈가와정·우타쓰정이 합병하여, 미나미산리쿠정(南三陸町)이 발족.(3정)
- 2006년 3월 31일 - 가라쿠와정이 게센누마시와 합병하여, 새로이 게센누마시가 발족, 군에서 이탈.(2정)
- 2009년 9월 1일 - 모토요시정이 게센누마시에 편입.(1정)

## 참고 문헌
- 《가도카와 일본 지명 대사전》 편집위원회, 편집. (1979년 12월 1일). 《가도카와 일본 지명 대사전》. 4 미야기현. 가도카와 쇼텐. ISBN 4040010302.